# Opsilia malachitica
Opsilia malachitica là một loài bọ cánh cứng trong họ Cerambycidae.